# Sepiadarium malayense
Sepiadarium malayense is een inktvissensoort uit de familie van de Sepiadariidae. De wetenschappelijke naam van de soort is voor het eerst geldig gepubliceerd in 1932 door Robson.